# Curdistão turco
O Curdistão turco ou Curdistão do Norte (em curdo:  Bakurê Kurdistanê) é um nome não oficial para as partes do leste da Turquia habitada predominantemente por curdos, próximas às fronteiras com o Irã, a Síria e o Iraque.

## Geografia

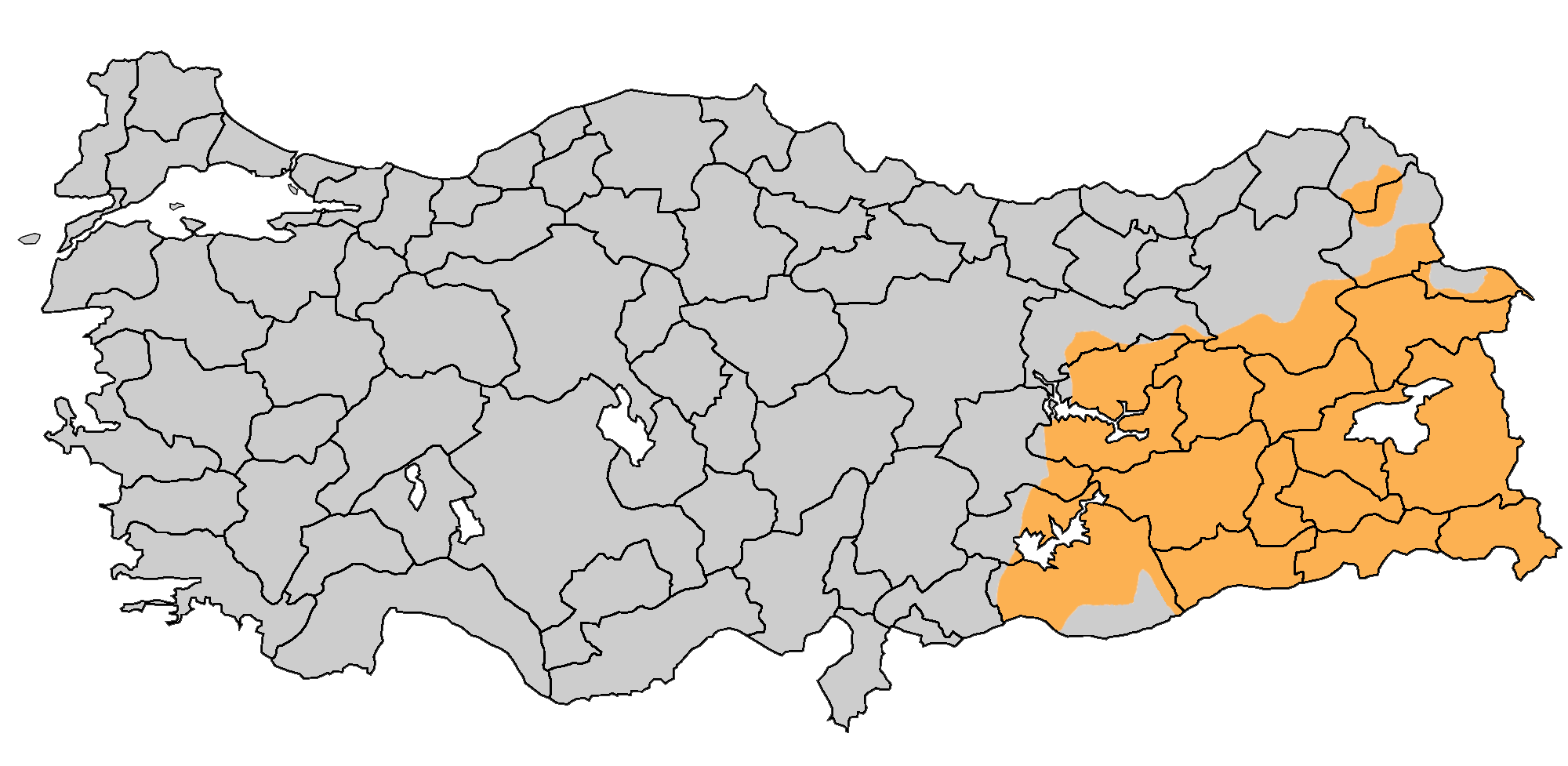
Curdistão turco

A área curda abrange entre 190 mil a 230 mil quilômetros quadrados, ou quase um terço da Turquia, correspondendo às regiões da Anatólia Oriental e Sudeste da Anatólia. O termo não oficial se refere ao fato desta parte do território turco estar em uma grande região cultural conhecida como Curdistão, que se estende ainda pela Síria, Irã e Iraque.
Seu ponto mais alto está nas montanhas da Alta Mesopotâmia, onde localiza-se o Monte Ararate, com 5.165 metros de altitude, na fronteira Turquia-Armênia. O seu maior lago é o lago de Vã, com 3.755 km².

### Riquezas Naturais
A área é rica em ouro, cobre e petróleo. O local também é farto em mananciais de água, provenientes dos rios Tigres e Eufrates, um recurso em escassez em diversas partes do Oriente Médio.

## História
O Curdistão turco é parte de uma antiga região conhecida como Alta Mesopotâmia, possuindo sítios arqueológicos que datam do Neolítico, como o de Çayönü. Na Antiguidade, o território fazia parte do Reino de Mitani. Após isto, foi englobado pela Assíria por um longo período. Posteriormente, a região foi governada pelos Aquêmidas, Helênicos, Arsácidas, Romanos e Partas. Por volta de 189 a.C., um reino independente chamado Gordiena emergiu na região, sendo posteriormente, em 428 incorporarado ao Império Sassânida.
Durante a Idade Média, as regiões habitadas por curdos ficaram sobre controle de chefes curdos locais, mas que nunca chegaram a estabelecer uma nação unificada. Durante os séculos X e XI, a região foi controlada pela dinastia curda dos marwánidas. Do século XIV em diante, a região foi incorporada pelo Império Otomano.

### Conflitos (1920 - 1965)
Após o Tratado de Lausanne, em 1923, a incorporação da Turquia de regiões habitadas por maioria curda na Anatólia foi contestada por muitos curdos, e resultou em um longo conflito separatista na qual milhares de vidas foram perdidas. A região viu diversas revoltas curdas acontecer durante os anos 1920 e 1930.
Já em 1924, com o novo regime turco, a cultura e as instituições curdas são suprimidas, tendo em vista o seu aniquilamento como cultura e etnia diferenciada. O uso do idioma curdo ficou proibido, e as palavras curdos e Curdistão foram apagadas de dicionários e livros de história, com os curdos apenas sendo referidos como turcos das montanhas.
A principal rebelião que dominaria a história dos curdos na Turquia seria a de 1925, que foi liderada por Xeique Said. Já em 1927, curdos da região do Monte Ararate proclamaram uma república independente, durante uma onda de revolta entre os curdos no sudeste da Turquia. O exército turco, posteriormente, esmagou a República de Ararate, em setembro de 1930.
De acordo com o Partido Comunista da Turquia, entre 1925 a 1938, mais de 1,5 milhões de curdos foram deportados do Sudeste da Anatólia ou massacrados. A fim de evitar que os acontecimentos tivessem um impacto negativo na reputação e imagem internacional da Turquia, os estrangeiros não seriam autorizados a visitar toda área a leste do Eufrates até 1965 e a área permaneceu sob cerco militar permanente até 1950.

### Guerrilha do PKK (1970 - 2000)
O reavivamento étnico curdo apareceu na década de 1970, quando a Turquia estava atormentada por confrontos entre esquerdistas e direitistas, e o partido marxista Partido dos Trabalhadores do Curdistão (PKK) seria formado exigindo um Estado curdo. O PKK declarou seu objetivo como a libertação de todas as partes do Curdistão da opressão colonial e o estabelecimento de um Estado curdo independente, unido e socialista.
O golpe militar em 1980 conduziria a um período de severa repressão e eliminação de quase todas as organizações curdas e de esquerda. O PKK, no entanto, seria o único partido curdo que conseguiu sobreviver e mesmo crescer em tamanho após o golpe. Ele iniciou uma ofensiva guerrilheira com uma série de ataques a estações policiais e militares turcas. Em 1983, algumas províncias foram colocadas sob lei marcial, em resposta às atividades dos militantes separatistas. Uma guerra de guerrilha de extrema violência ocorreu durante o resto dos anos 1980 e na década de 1990.
Em 1993, o número total das forças de segurança envolvidas na luta no sudeste da Turquia foi de cerca de 200.000, e o conflito se tornou a maior guerra civil no Oriente Médio. Grande parte do campo foi evacuado, milhares de povoados e aldeias curdas foram destruídas e numerosas execuções sumárias extra judiciais foram realizadas por ambos os lados. Mais de 37.000 pessoas foram mortas na violência e centenas de milhares foram forçados a deixar suas casas.
A situação na região facilitou-se após a captura do líder do PKK Abdullah Öcalan, em 1999, e a introdução de um maior grau de tolerância governamental a atividades culturais curdas, incentivadas pela União Europeia. Em fevereiro de 2000, a direção do Partido dos Trabalhadores do Curdistão anunciou oficialmente o fim da luta armada contra o governo da Turquia, em apoio às posições de seu principal líder, condenado à morte. Cerca de 40 mil pessoas morreram no país devido ao conflito.

### Erdogan e novos conflitos (2014 - presente)
Com a vitória de Recep Tayyip Erdoğan nas eleições presidenciais turcas em 2014, um islamista e democrata conservador, a Turquia têm sofrido transições graduais ao conservadorismo social e também ao liberalismo econômico.
A inclinação para o lado muçulmano deixou a classe média turca descontente e, diante de críticas e protestos, Erdogan passou a mostrar sua face autoritária. Um dos sinais mais claros da repressão política no país é o desmonte do Partido Democrático dos Povos, o HDP, criado em 2012 com a proposta de representar as minorias do país, em especial os curdos.
Com o rompimento do PKK de seu cessar-fogo, em julho de 2015, o conflito entre as forças de segurança da Turquia e os separatistas já deixou cerca de 2 mil mortos e 500 mil deslocados, em sua maioria curdos.
Em 2017, com a vitória de Erdogan em um referendo histórico sobre a revisão constitucional, que reforçou os poderes do presidente, a Turquia distanciou-se da União Europeia e da democracia. Atualmente, o Curdistão turco vive em um clima de imensa opressão por parte do governo, com a prisão de políticos curdos, destruição de moradias e locais históricos, censura a jornalistas e alteração da composição étnica da região.

## Ver Também
- Curdistão iraquiano
- Curdistão iraniano
- Curdistão sírio